# Rhodopina maculosa
Rhodopina maculosa är en skalbaggsart som först beskrevs av Maurice Pic 1934.  Rhodopina maculosa ingår i släktet Rhodopina och familjen långhorningar. Inga underarter finns listade i Catalogue of Life.